# 馬特烏斯宮

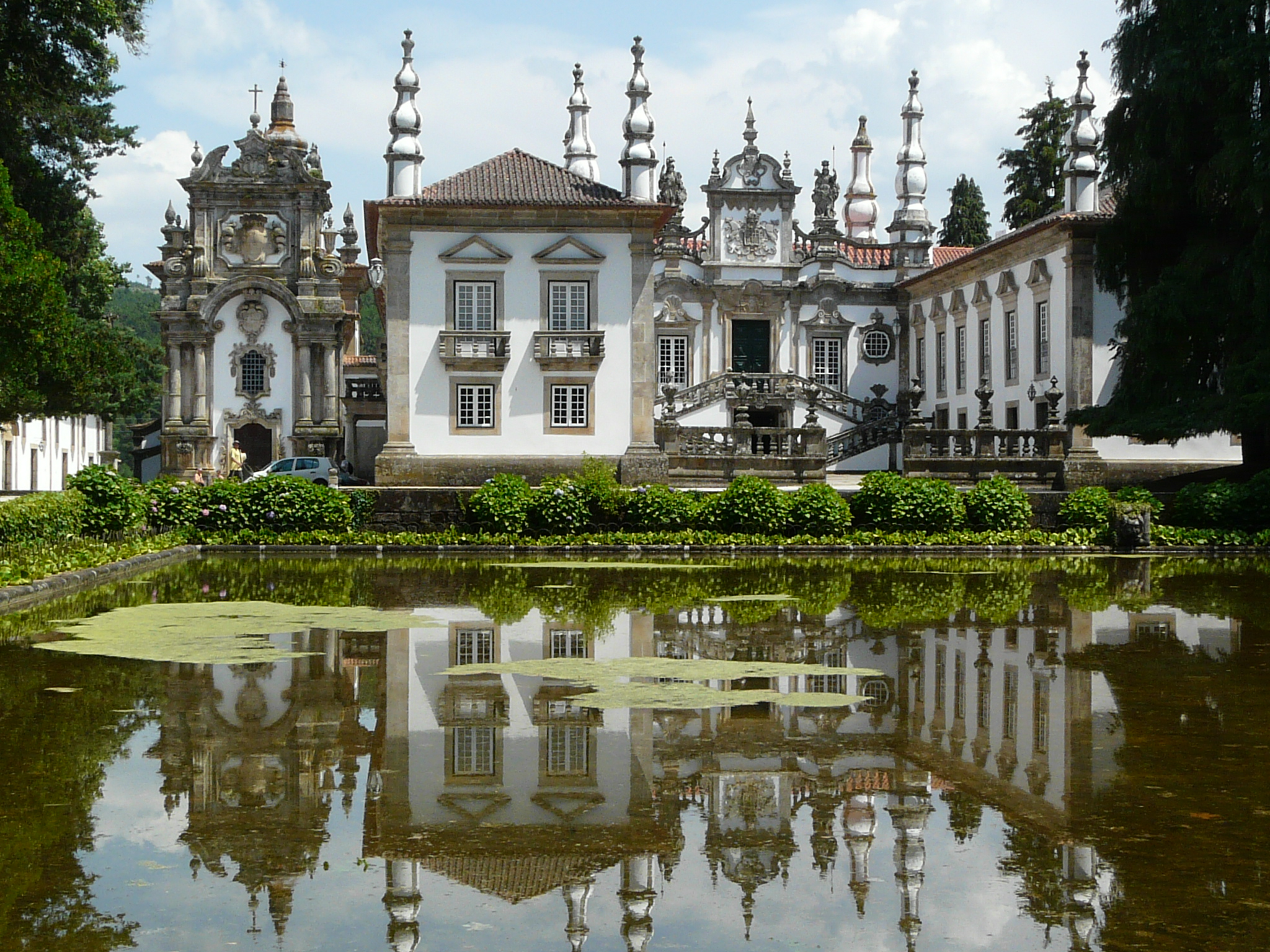

馬特烏斯宮（葡萄牙語：Palácio de Mateus）是位於葡萄牙雷阿爾城的一座宮殿建築。這座建築的歷史可以追溯至16世紀，並在1800年代進行了改建。1910年，該建築被列入葡萄牙國家紀念碑。

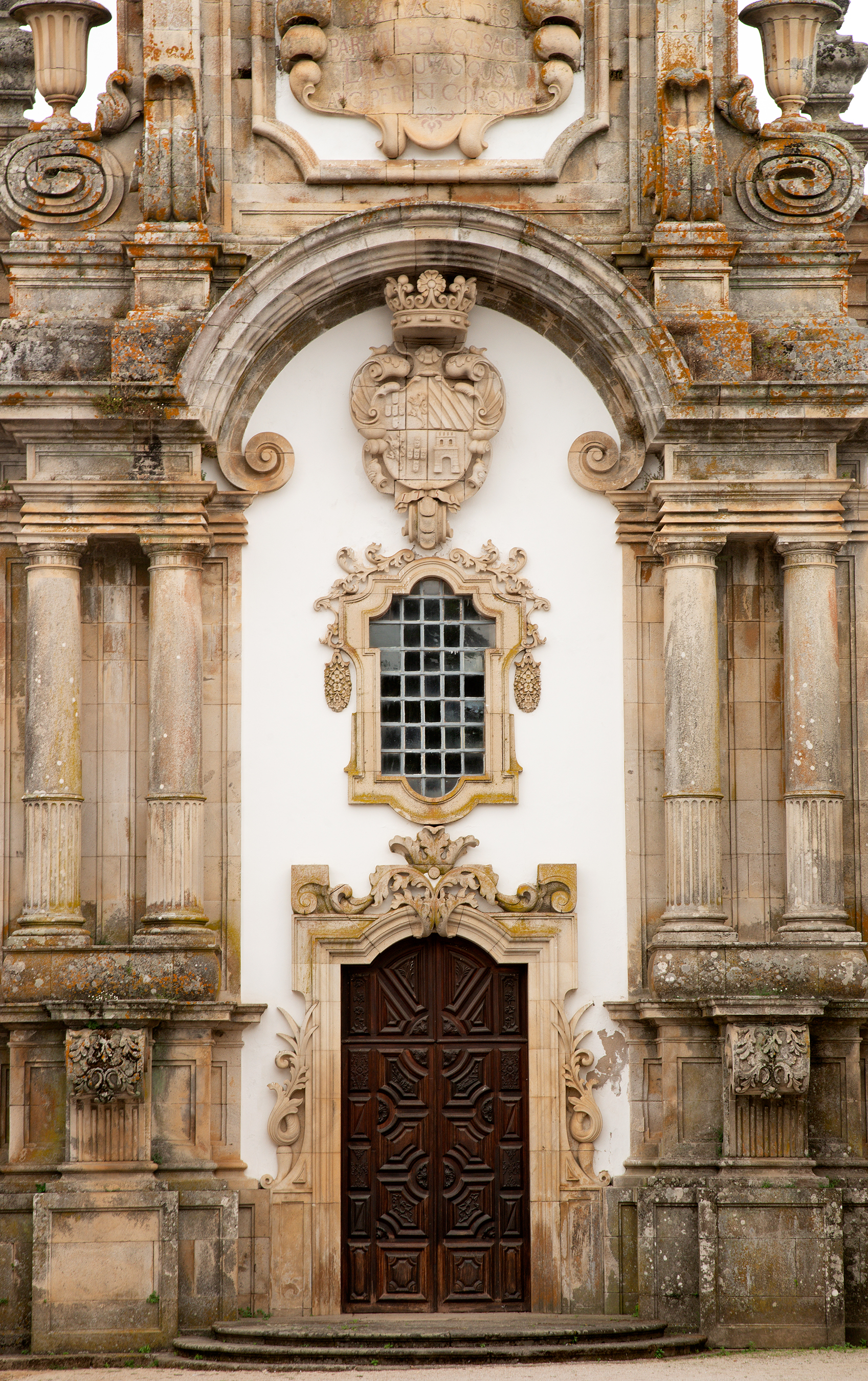
馬特烏斯宮
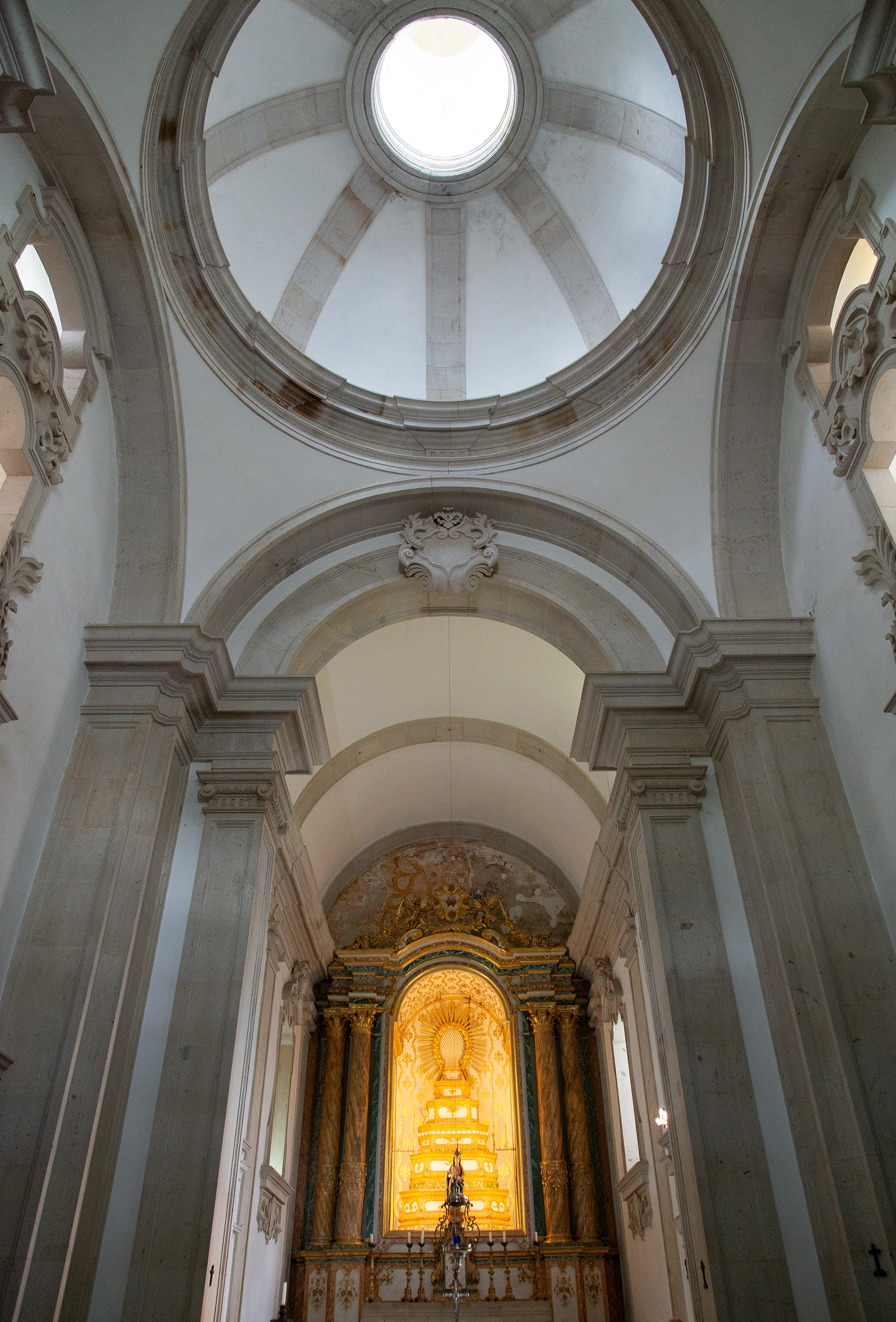
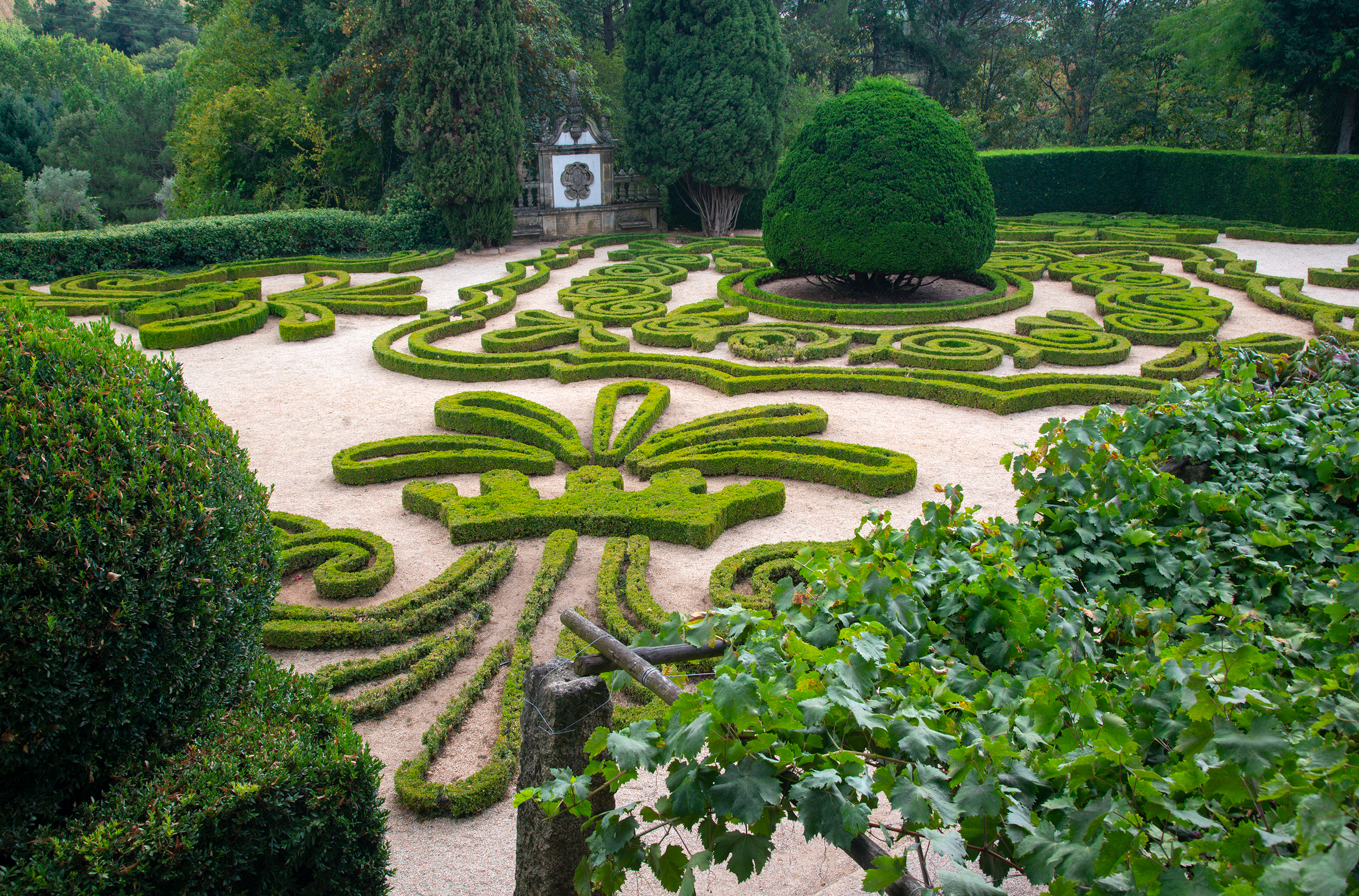
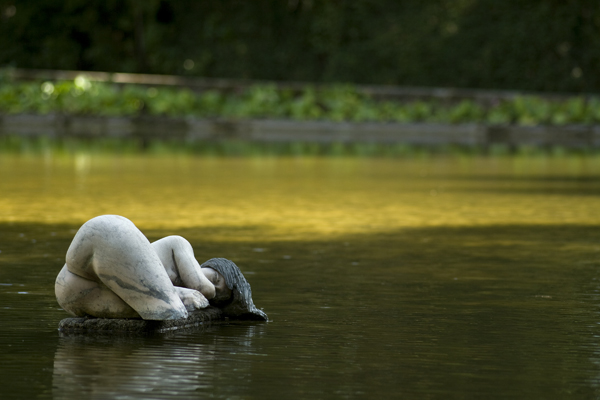

## 外部連結
- Website of the palace （页面存档备份，存于）
- The Administrators of the Casa de Mateus (since the 16c) （页面存档备份，存于）

41°17′49″N 7°42′45″W / 41.29694°N 7.71250°W